# Château de Treigny (Chevannes-Changy)
Le château de Treigny est un château situé sur Chevannes-Changy en Puisaye, dans le département de la Nièvre en Bourgogne, France.

## Localisation
Chevannes-Changy est situé dans la partie nord du département de la Nièvre. 
L'Yonne est à seulement 23 km au nord-est à vol d'oiseau ; la Loire et le département du Cher à l'ouest sont à 35 km.
Sur Chevannes-Changy, Treigny est dans le sud de la commune, en fond de vallée et en rive droite (côté sud-est) du ruisseau de Treigny - ce dernier devenant le ruisseau d'Arthel plus en aval.

## Topographie
Treigny s'est appelé au fil des temps Treinignum (1287), Treigniacum (1294), Maison-forte de Trigny (1322), Tregny (1538), Traigny (1626).

## Description
Sa façade nord est encadrée de deux tours et sa façade sud porte une tourelle d'escalier. Le bâtiment actuel, aux lignes classiques d'un manoir de plaisance datant de la fin du XVIIIe siècle, est accolé à des tours plus anciennes. Le lieu est de nos jours un domaine agricole, privé et non visitable.

## Histoire
Dès 1322 Treigny est cité comme "maison-forte".
Début XXe siècle des pierres tombales à moitié effacées et des ossements humains ont été trouvés non loin du château au sud, dans le champ appelé "Réserve de la Garenne" sur le plan de 1790. Une épée est représentée sur l'une des pierres tombales ; aucune inscription n'apparaît. Les recherches des propriétaires du château suggèrent qu'un village se tenait au sud du château pendant le Moyen-Âge ; la première église se serait elle aussi trouvée au sud du château, et non au nord ainsi qu'elle était située début XXe siècle.
Treigny dépendait du prieuré de Saint-Révérien depuis la comtesse Mahaut de Montenoison, et Changy relevait d'Auxerre.
Lorsque l'église de Treigny, trop vétuste, est abandonnée, une autre église est construite à Chevannes en 1827. En 1836, Changy et son église paroissiale sont rattachées à Chevannes ; c'est alors que la commune prend son nom définitif.

### Seigneurs de Treigny
En 1322 Odet de Treigny rend hommage au comte de Nevers pour sa maison de Treigny.
En 1485 c'est le tour de Jean de Thory, seigneur de Treigny.
En février 1574 Charles de Frasnay, écuyer, seigneur de Treigny, rend hommage non pour "la maison" mais pour la terre de Treigny.
En 1707 le seigneur de Treigny est Jean Marie Bonnemain, bourgeois de Paris ; la cloche provenant de l'église de Treigny, qui se trouve maintenant à l'église Saint-Cyr-et-Sainte-Julitte de Chevannes, le cite avec sa qualité et comme parrain de la cloche.
En 1790 le chevalier de Marcy est propriétaire du château de Treigny.
La carte d'état-major du XIXe siècle montre un large domaine avec une vingtaine de constructions, soit maisons soit bâtiments d'exploitation.